# Simon Webbe
Simon Solomon Webbe (Moss Side, Manchester, UK, 1979. március 30.) brit popzenész, színész. A Blue együttes tagja.
Még híressé válása előtt, 17 éves korában apa lett, lánya Alana. Nem csak fiatal kora miatt a gyermek édesanyjával elváltak útjaik. A 2000-ben alakult Blue nevű együttes oszlopos tagja lett, szinte lekörözve három társát Lee Ryant, Duncan Jamest és Anthony Costa. Híres nagylemezeik az All Rise, a One Love, a Guilty és a Best Of Blue. 6 év után szétváltak, és Simon is elkezdte építgetni szólókarrierjét. Bemutatkozó dala a Lay Your Hands is nagy siker lett, de a közönség jobban szerette a No Worries című számát. Már második albuma is megjelent Grace címmel. Filmszerepeket is vállal, már tévében is adták "A játszik még a szív"-et, melyben egyszerre két személyt is alakított.

## Diszkográfia

### Albumok
| Év   | Album     | UK | Írország |
| ---- | --------- | -- | -------- |
| 2005 | Sanctuary | 7  | -        |
| 2006 | Grace     | 11 | -        |
| 2007 | Live      | -  | -        |

### Kislemezek
| Év   | Cím                      | Csúcshelyezések | Csúcshelyezések | Csúcshelyezések | Csúcshelyezések | Csúcshelyezések | Csúcshelyezések | Csúcshelyezések | Csúcshelyezések | Album     |
| Év   | Cím                      | UK              | ITA             | NL              | POL             | IRE             | NZ              | GER             | EUR             | Album     |
| ---- | ------------------------ | --------------- | --------------- | --------------- | --------------- | --------------- | --------------- | --------------- | --------------- | --------- |
| 2005 | "Lay Your Hands"         | 4               | 2               | —               | —               | 21              | 30              | 48              | 9               | Sanctuary |
| 2005 | "No Worries"             | 4               | 11              | 2               | —               | 30              | 7               | 59              | 16              | Sanctuary |
| 2006 | "After All This Time"    | 16              | 47              | —               | 33              | —               | —               | —               | 89              | Sanctuary |
| 2006 | "Coming Around Again"    | 12              | 15              | 11              | 23              | —               | —               | 37              | 55              | Grace     |
| 2007 | "My Soul Pleads for You" | 45              | 47              | —               | —               | —               | —               | —               | —               | Grace     |
| 2007 | "Seventeen"              | —               | —               | —               | —               | —               | —               | —               | —               | Grace     |
| 2007 | "Grace"/"Ride the Storm" | 36              | —               | —               | —               | 49              | —               | 100             | 168             | Grace     |

## Fordítás
- Ez a szócikk részben vagy egészben  a   Simon Webbe című angol Wikipédia-szócikk fordításán alapul.  Az eredeti cikk szerkesztőit annak laptörténete sorolja fel. Ez a jelzés csupán a megfogalmazás eredetét és a szerzői jogokat jelzi, nem szolgál a cikkben szereplő információk forrásmegjelöléseként.